# 布里恩扎
布里恩扎（義大利語：Brienza）是意大利波坦察省的一个市镇。总面积82.69平方公里，人口4205人，人口密度50.9人/平方公里（2009年）。ISTAT代码为076013。